# Дюсметово
Дюсметово (баш. Дүсмәт) — деревня в Бураевском районе Республики Башкортостан Российской Федерации. Входит в состав Бураевского сельсовета.

## География

### Географическое положение
Расстояние до:
- районного центра (Бураево): 4 км,
- центра сельсовета (Бураево): 4 км
- ближайшей ж/д станции (Янаул): 73 км.

## Население
| 2002 | 2009 | 2010 |
| ---- | ---- | ---- |
| 122  | ↘108 | ↘96  |

Согласно переписи 2002 года, преобладающая национальность — башкиры (95 %).